# Scopula lechrioloma
Scopula lechrioloma är en fjärilsart som beskrevs av Turner 1908. Scopula lechrioloma ingår i släktet Scopula och familjen mätare. Inga underarter finns listade.